# Plaspoelpolder
Plaspoelpolder is een grote kantorenwijk in de gemeente Rijswijk, in de Nederlandse provincie Zuid-Holland. De wijk is genoemd naar het voormalige waterschap en polder De Plaspoelpolder. Er zijn ruim 350 bedrijven gehuisvest, die samen werk bieden aan meer dan 14.000 personen. Ten zuiden van het gebied ligt op loopafstand het park Elsenburgerbos.

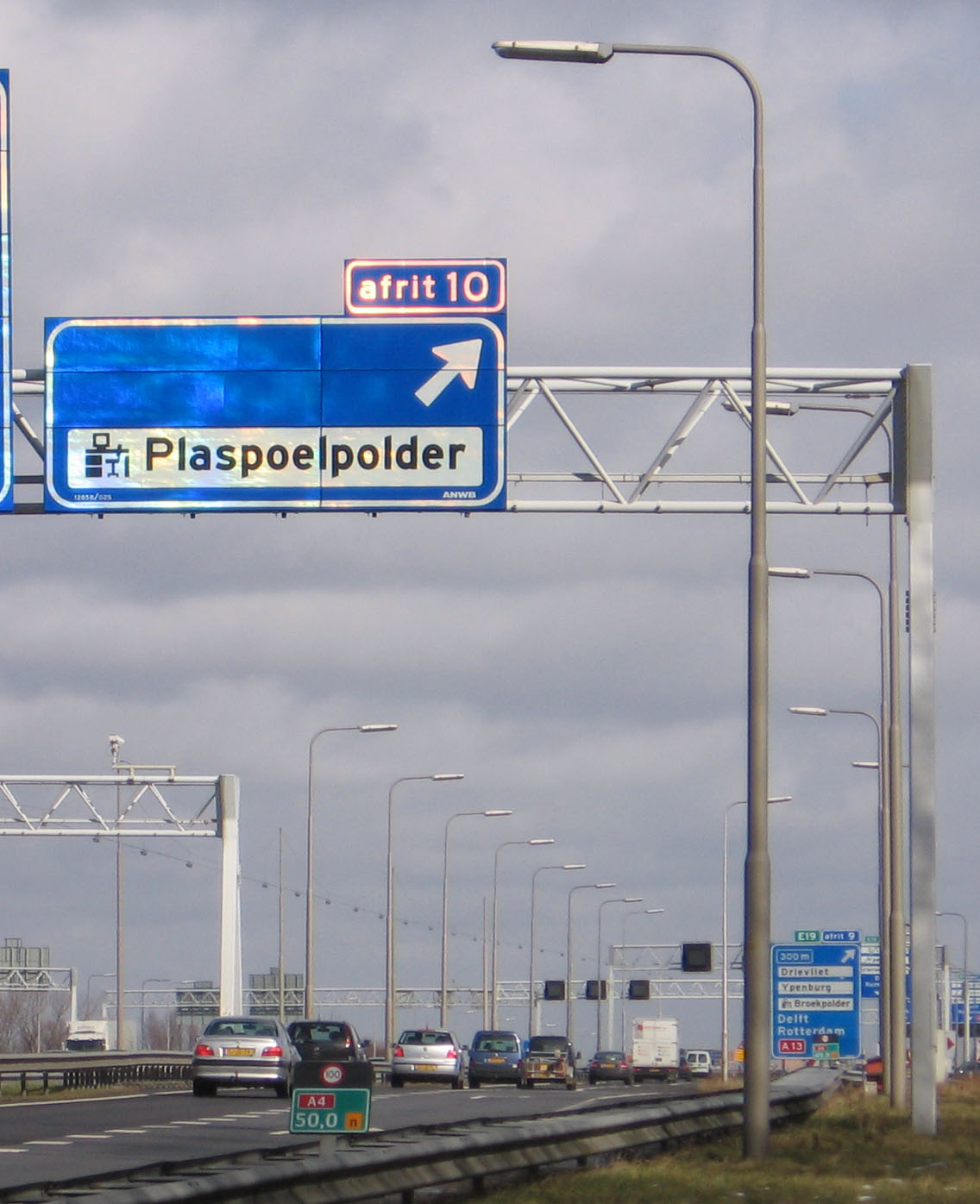
Afslag Plaspoelpolder op de A4

Het bedrijventerrein Plaspoelpolder is een samenwerkingsverband van de gemeenten Rijswijk en Den Haag en is ontstaan in 1953. De oprichting van het Industrieschap Plaspoelpolder was een initiatief van de toenmalige burgemeester van Rijswijk, drs. A. Th. Bogaardt. Hiermee trachtte hij, met succes, de annexatiedrift van de gemeente Den Haag in te dammen. Destijds was al afgesproken dat er alleen "schone" industrie welkom was. In 1953 vestigde zich de eerste onderneming Indola, gevolgd door de Nederlandse Houtimport Maatschappij (NEHIM), de kaarsenfabriek Beuger, en vervolgens in het nieuwere deel: melkfabriek Van Grieken (Rotatormelk), die van de Loosduinseweg in Den Haag af kwam en later samen zou gaan met Menken-Landbouw (Torenmelk) te Wassenaar als Menken van Grieken, en die later in Campina zou overgaan. In de jaren erna volgden mondjesmaat andere ondernemingen, zoals N.V. Fabriek van Apparaten en Werktuigen J. Duiker, drankenfabriek Martini, autobandenbedrijf Henze, platenperserij CNR, Opnamestudio en platenbedrijf Polydor. Tussen 1957 en 1960 vestigden elf ondernemingen zich op het bedrijventerrein.
De komst van het onderzoeksinstituut KSEPL van Shell in 1962 bleek als een katalysator te werken voor het terrein. Niet veel later volgden ondernemingen zoals Philips, Agfa, Martini, het Europees Octrooibureau, het ANP, het Rijksbedrijvencentrum en beveiligingsbedrijf Securitas.

De kantorenwijk is bereikbaar door een directe verkeersontsluiting met de A4 en sinds 1999 tramlijn 17. Het tijdschrift Elsevier riep het bedrijventerrein in 2005 uit tot het best bereikbare bedrijventerrein van Nederland.
Het is ook bereikbaar met EBS-bus 30 en 53. Daarnaast ligt het op loopafstand van NS-station Rijswijk, waar ook diverse buslijnen komen, en tram 17. 

## OV-historie
De bereikbaarheid was niet altijd goed. Voor 1966 reden er alleen WSM-bussen vanuit Wateringen over de Lange Kleiweg naar Delft, en bleven dus op afstand. De Lange Kleiweg sloot toen nog aan op de Winston Churchilllaan. In 1966-67 reed WSM-lijn 54/55 heen via Burgemeester Elsenlaan, Handelskade, De Bruyn Kopsstraat, Cort van der Lindenstraat en Treubstraat. Terug werd via Volmerlaan en Verrijn Stuartlaan gereden. 
De eerste HTM-buslijn in het gebied was spitsbuslijn 30 (Haaglanden) , vanaf 1970. Deze reed vanaf station HS, en heen en terug via Burgemeester Elsenlaan, Handelskade, De Bruyn Kopsstraat, Verrijn Stuartlaan en Volmerlaan tot de Treubstraat. Deze straten zouden decennia de 'hoofdas' van het openbaar vervoer blijven. Maar tot 1979 kwam er geen streekbus meer in of langs de polder.
In 1972 kwam HTM-buslijn 34 (Haaglanden) er bij, die echter door Westnederland gereden werd. Hiervoor kwam er een stadsbusje uit Delft. Deze spitslijn was de enige lijn ooit die in beide richtingen door de Treubstraat reed, en de enige lijn ooit die bij toenmalig station Rijswijk aan de andere kant van de spoorlijn, op de Colijnlaan kwam. (Alle andere buslijnen reden toentertijd en lang daarna over het Wethouder Hillenaar Plantsoen)(11, 18, 23, 30, 64, 174)
Het duurde tot 1979 voor lijn 34 te zien was op lijnennetkaarten. Het andere eindpunt was bij TNO op de Lange Kleiweg. Later werden lijn 30 en 34 verlengd naar 't Haantje. 
In 1979 kwam streekbus 11 naar Zoetermeer er bij, en in 1980 opnieuw lijn 54, beide via de hoofdas. In 1983 werd lijn 11 vernummerd in 174, en die ging via de A4 rijden, en kwam buslijn 131 (Haaglanden) er bij; beide via de hoofdas. Lijn 54 was vervallen. Dan volgde er bijna 10 jaar consolidatie. 
Pas in 1992 gebeurde er weer iets: lijn 64 van Rijswijk station naar Wassenaar kwam er bij, via 'de bekende route'. Meestal zijn het spitslijnen. In 1994 werd lijn 34 opgeheven en kwam lijn 120 er bij, vanuit Delft. Het eindpunt was op de kruising Handelskade/De Bruyn Kopsstraat. Ook deze reed over de Verrijn Stuartlaan.  Lijn 131 kwam niet meer in de wijk. Bus 30 reed in die tijd ook een 'lus' langs de Vliet, door een deel van de Plaspoelpolder waar verder nooit een bus kwam. (Patentlaan-Jaagpad-Steenplaetsbrug-Populierlaan-Handelskade) 
In 1995 was lijn 131 weer terug, en reed net als lijn 174 via Verrijn Stuartlaan en Veraartlaan de snelweg op. Lijn 64 was vervangen door lijn 48 van Delft naar Leiden. Lijn 120 was alweer verdwenen. In 1997/98 reed lijn 18 in het weekend via de Volmerlaan, om zo de Darling Market beter bereikbaar te maken. Spitslijn 31 versterkte lijn 30 tussen station HS en de Volmerlaan.

In 1998 kwamen spitslijnen 50 en 51 er bij, en HTM-lijn 33; er reden toen acht buslijnen via de hoofdas, en vier via Veraartlaan en de A4. In 1999 ging tramlijn 17 naar en door de Plaspoelpolder rijden. Daarom werden bus 30 & 31 opgeheven, en bus 18 kwam er ook niet meer. Op de hoofdas gingen er dus 2 lijnen af, maar bus 52, 56 en 138 kwamen er bij. Negen lijnen in totaal dus. Vijf lijnen rijden via Veraartlaan en A4 naar Zoetermeer. 
In 2002 reden nog maar vier lijnen over de Verrijn Stuartlaan: 33(HTM), 39, 50 en 52. Lijn 129 reed naar Delft over de Lange Kleiweg. In 2006 was streeklijn 39 vervangen door streeklijn 30. Streeklijn 130 reed naar Delft in plaats van 129. In 2009 reden er nog steeds vier lijnen op de hoofdas: 30, 33, 50 en 52. Lijn 33 was geen HTM-lijn meer en 130 reed nog hetzelfde. In 2010 is lijn 33 verdwenen. 
In 2019 waren alleen lijn 30 en 50 nog over op de hoofdas, en gingen beide via de A4, waar door er niets meer via de Handelskade reed. Na 2020 werd de omweg via de Veraartlaan verlaten. Daardoor werd de helft van de Verrijn Stuartlaan en de gehele De Bruyn Kopsstraat 'busloos'. De zeven haltes (drie bij de Handelskade en drie bij de Verrijn Stuartlaan) in die buurt op de eens zo drukke 'hoofdas' worden niet meer bediend. Op 9 januari 2022 is lijn 50 opgeheven en kan er alleen nog gebruikt worden gemaakt van lijn 30 tussen Rijswijk en Zoetermeer . Zodoende zijn er naast tram 17 nog maar twee buslijnen over; 30 en 53. 53 rijd als spitsbusje over de Lange Kleiweg naar Delft.